# Hirsch (Vorname)
Hirsch ist ein männlicher Vorname jiddischer Herkunft und bezieht sich entsprechend Genesis 49,21 auf den Vergleich von Naphtali mit einem Hirsch.

## Namensträger
- Hirsch Alexander (1790–1842), Lübecker Polizeibeamter
- Hirsch Aub (1796–1875), Rabbiner in München
- Hirsch Baer Fassel (1802–1883), Rabbiner
- Hirsch David Nomberg (1876–1927), Schriftsteller und Publizist
- Hirsch Gradenwitz (1876–1943), orthodoxer Rabbiner
- Hirsch Glik (1922–1944), Dichter
- Heinrich Graetz (1817–1891), Historiker
- Hirsch Hildesheimer (1855–1910), Gelehrter, Dozent, Schriftsteller und Aktivist gegen das Verbot der Schechita
- Hirsch Kunreuther (1771–1847), Talmud- und Thora-Gelehrter
- Hirsch Oscherowitsch (1908–1994), Schriftsteller
- Hirsch Oppenheimer (1794–1870), Kaufmann und Stifter
- Hirsch Schwarzberg (1907–1987), führender Aktivist der Holocaust-Überlebenden
- Zvi Zamoscz (1740–1807), Rabbiner, Kabbalist und Lehrer